# El Fedjouz Boughrara Saoudi
El Fedjouz Boughrara Saoudi (în arabă الفجوج بوغرارة سعودى) este o comună din provincia Oum El Bouaghi, Algeria.
Populația comunei este de 4.169 de locuitori (2008).